# 王寺町
王寺町（おうじちょう）は、奈良県の北端に位置する町。北葛城郡に属す。

## 地理
北は大和川を境に生駒郡三郷町・斑鳩町と接し、東部は北葛城郡河合町・上牧町、南部は香芝市、
西部は大阪府柏原市と接する。町内は新興住宅地が多く、大阪市のベッドタウンとなっている。大阪市への通勤率は28.5%で、奈良県内では生駒市に次いで高い値となっている。
大和川が県境を越えて大阪へ向かう、奈良県内における大和川水系の最下流の場所にあるため、県内で最も海抜が低い地域であり、1982年（昭和57年）8月には町中心部で水害による甚大な被害が出た。西方には葛城山地を控え、可住地面積は広くはない。ゆえに面積は全国の町村部でも最小級にありながら、人口密度は屈指の多さを誇り、奈良県内では大和高田市、上牧町に次いで第3位。また、農地面積、農業従事者は県内で最も少なく、水田は町の北部ではほとんど見られない。
王寺駅には西日本旅客鉄道（JR西日本）関西本線・和歌山線、近畿日本鉄道（近鉄）生駒線および田原本線（新王寺駅）が接続し、県北部のターミナルの一つとなっている。また、道路では国道25号や国道168号が交わる交通の要衝でもある。

## 地域

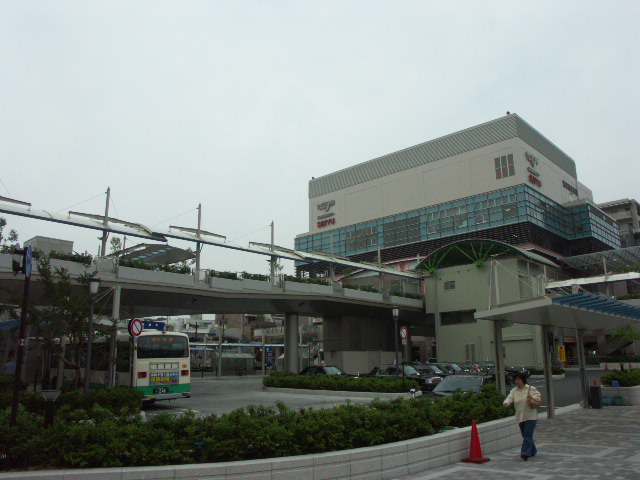
王寺駅前（北口）の様子

- 636-0002 王寺一丁目〜三丁目（おうじ）
- 636-0011 葛下一丁目〜四丁目（かつしも）
- 636-0003 久度一丁目〜五丁目（くど）
- 636-0023 太子一丁目〜三丁目（たいし）
- 636-0021 畠田一丁目〜九丁目（はたけだ）
- 636-0014 藤井一丁目〜三丁目（ふじい）
- 636-0001 舟戸一丁目〜三丁目（ふなと）
- 636-0012 本町一丁目〜五丁目（ほんまち）
- 636-0015 南元町一丁目〜三丁目（みなみもとまち）
- 636-0022 明神一丁目〜四丁目（みょうじん）
- 636-0013 元町一丁目〜三丁目（もとまち）

### 北部（王寺・久度・舟戸）
北は大和川、南は葛下川に挟まれ、中央部をJR線・近鉄線が横断する。
王寺駅を中心として市街地が広がり、駅南側の王寺地区に中高層のマンションが
林立するほか、町役場や消防署などの官公庁や、商業施設が集積している。
一方、駅北側の久度地区では市街地再開発事業が一段落したものの、未だ古い木造家屋や
道幅の狭い路地も多い。東側の舟戸地区では河合町境の馬見丘陵北端に
沿って住宅地が形成されている。

### 中部（葛下・本町・元町・南元町・藤井）
大和川・葛下川左岸の藤井・元町両地区では明神山麓に沿って住宅が点在する。2本の川に挟まれ、比較的なだらかな北部とは対照的に、起伏が激しい。
本町地区では町内を縦貫する国道168号沿道を中心に住宅が広がり、町内で最も人口が集中している。
河合町境の葛下地区では北の丘陵部が新興住宅地として開発がなされているが、南側の葛下川右岸
では田園風景を垣間見ることが出来る。

### 南部（畠田・明神・太子）
畠田駅や国道168号を核として住宅地・商業地が混在。町の南の玄関口である。
当地区だけでなく町内全域にも当てはまることであるが、国道の道幅が狭隘であり、
通勤時間帯を中心に渋滞が頻発する。特に畠田4丁目交差点付近においてその傾向が強い。

### 新興住宅地
南部の明神・太子両地区は、明神山東麓に開発された「王寺ニュータウン」を形成している。明神山への登山口でもある。現在も宅地の造成によって拡大を続けている。
2009年、中部の元町3丁目付近でも大規模な新興住宅地が造成され、新町名「南元町」が充てられた。

## 人口
| |                                        |  |
| 王寺町と全国の年齢別人口分布（2005年） | 王寺町の年齢・男女別人口分布（2005年） |  |
| ■紫色 ― 王寺町 ■緑色 ― 日本全国 | ■青色 ― 男性 ■赤色 ― 女性              |  |
| 王寺町（に相当する地域）の人口の推移 \| 1970年（昭和45年） \| 14,783人 \| \| \| 1975年（昭和50年） \| 16,331人 \| \| \| 1980年（昭和55年） \| 17,213人 \| \| \| 1985年（昭和60年） \| 20,265人 \| \| \| 1990年（平成2年） \| 23,625人 \| \| \| 1995年（平成7年） \| 24,574人 \| \| \| 2000年（平成12年） \| 23,782人 \| \| \| 2005年（平成17年） \| 22,751人 \| \| \| 2010年（平成22年） \| 22,182人 \| \| \| 2015年（平成27年） \| 23,025人 \| \| \| 2020年（令和2年） \| 24,043人 \| \| |                                        |  |
| 総務省統計局 国勢調査より |                                        |  |
| 1970年（昭和45年） | 14,783人                               |  |
| 1975年（昭和50年） | 16,331人                               |  |
| 1980年（昭和55年） | 17,213人                               |  |
| 1985年（昭和60年） | 20,265人                               |  |
| 1990年（平成2年） | 23,625人                               |  |
| 1995年（平成7年） | 24,574人                               |  |
| 2000年（平成12年） | 23,782人                               |  |
| 2005年（平成17年） | 22,751人                               |  |
| 2010年（平成22年） | 22,182人                               |  |
| 2015年（平成27年） | 23,025人                               |  |
| 2020年（令和2年） | 24,043人                               |  |

- データ出典　奈良県統計課の調査による各年10月1日の人口。
- 2007年10月1日現在 : 22,520人
- 人口増加率（2002年→2007年） : -3.4%

県人口と同様に微減傾向が続いていたが、近年は再び増加傾向にある。

## 歴史
王寺の名は、聖徳太子が建立した放光寺（片岡王寺）に由来するとされる。
現在、放光寺は片岡山の南麓に位置するが、かつては王寺町立王寺小学校付近にあったものと
され、同小学校付近では国道168号の拡幅工事にあわせ、発掘調査が行われていた。
古代の大和国葛下郡品治（ほむち）郷の地で、延喜式内・片岡神社が鎮座する。
王寺の地名の由来は先述の片岡王寺からという他にも、「品治」が転訛したという説もある。
放光寺と同じく、聖徳太子が建立したと云われる達磨寺が同町本町にある。
近代、鉄道の開通と共に発展を歩んできた「鉄道の町」としての側面を持ち、王寺駅はその象徴と言えよう。西和地区の中枢を担い、
北葛城郡3町（王寺・上牧・河合）および生駒郡、香芝市北部をして、さながら小都市圏の様相を呈している。
なお、昭和35年の国勢調査から設定された人口集中地区では全ての調査において、奈良県で唯一設定されている町である。
（参考）

### 沿革
- 1889年（明治22年）
  - 4月1日 - 町村制施行により、葛下郡藤井村・王寺村の区域をもって王寺村が発足。
  - 4月18日 - 町制施行記念式典開催。祝賀会場に飛行機が墜落する事故も発生、死者2人[2]。
- 1890年（明治23年）- 奈良駅と王寺駅を結ぶ鉄道（関西鉄道）が開通。
- 1892年（明治25年） - 関西鉄道、大阪・湊町駅（現在のJR難波駅）まで全通。
- 1897年（明治30年）4月1日 - 葛下郡王寺村の所属郡が北葛城郡に変更。
- 1926年（大正15年）2月11日 - 王寺村が町制施行して王寺町となる。
- 1957年（昭和32年）1月1日 - 香芝町の一部（大字畠田のうち字尼寺を除く区域）を編入。
- 1982年（昭和57年）8月 - 台風10号の豪雨により、大和川と葛下川が氾濫、町内の広範にわたって浸水。甚大な被害を受ける。
- 2004年（平成16年）- 1975年より王寺駅前久度地区再開発事業が計画・実行され、王寺駅北地区では大型商業施設（西友王寺店）を核とした再開発ビル「り〜べる王寺」がオープンした。
- 2005年（平成17年）- ニチアス王寺工場と、同社子会社の竜田工業（斑鳩町）で、元従業員らがアスベストが原因による中皮腫により死亡していたことが判明。
- 2006年（平成18年）- 毎年8月に大和川河川敷で開催されていた花火大会が、近年の見物客急増による警備上の問題を理由として中止になる。
- 2008年（平成20年）- 国道25号と王寺駅南口を直結する「王寺大橋」が開通。1989年以来毎年秋分の日に行われてきた「ベルフェスタ」が20年の節目として本年を限りに終わる。
- 2009年（平成21年）- 新町名、南元町ができる。国道168号王寺道路の一部区間が供用される。
- 2010年（平成22年）- 都市計画道路王寺香芝線の太子〜元町間が開通。
- 2014年（平成26年）7月1日 - 王寺駅周辺が路上喫煙禁止区域に指定される[3]。

### 町域の変遷
| 明治22年 | 明治29年 | 大正15年 | 現在     |
| -------- | -------- | -------- | -------- |
| 奈良県   |          |          |          |
| 葛下郡   | 北葛城郡 | 北葛城郡 | 北葛城郡 |
| 王寺村   | 王寺村   | 王寺町   | 王寺町   |

## 教育
大学
- 私立大和大学白鳳短期大学部（葛下）

高等学校
- 奈良県立王寺工業高等学校（本町）

義務教育学校
- 王寺町立王寺北義務教育学校（本町）
- 王寺町立王寺南義務教育学校
  - 畠田学舎（畠田）
  - 太子学舎（太子）

## 医療機関
救急指定病院
- 医療法人 果恵会 恵王病院（王寺）

※当町からほど近い位置に奈良県西和医療センター（三郷町）も存在する。

## 官公庁

### 国・県の機関
- 奈良県警察西和警察署（葛下）
  - 王寺交番（王寺）
  - 王寺駅前交番（久度）
  - 美しケ丘駐在所（明神）
- 奈良県広域消防組合西和消防署(消防広域化前は西和消防組合)（王寺）
- 国土交通省大和川河川事務所王寺出張所（王寺）

### 町の機関
- 王寺町役場本庁舎（王寺）
  - 出張所（畠田）
- 水道部（元町）
- やわらぎ会館（王寺）
- 町立図書館（王寺）
- 王寺アリーナ（王寺）
- 地域交流センター（久度）
- 中央公民館（久度）
- 文化福祉センター・南公民館（畠田）

## コミュニティラジオ
- エフエム西大和（愛称：エフエムハイホー）サテライトスタジオ

## 隣接する自治体
- 奈良県
  - 香芝市
  - 北葛城郡
    - 河合町
    - 上牧町

  - 生駒郡
    - 三郷町
    - 斑鳩町
- 大阪府
  - 柏原市

## 交通

### 鉄道
西日本旅客鉄道（JR西日本）
- 関西本線（大和路線）：王寺駅
- 和歌山線：王寺駅 - 畠田駅

近畿日本鉄道（近鉄）
- 生駒線：王寺駅
- 田原本線：新王寺駅

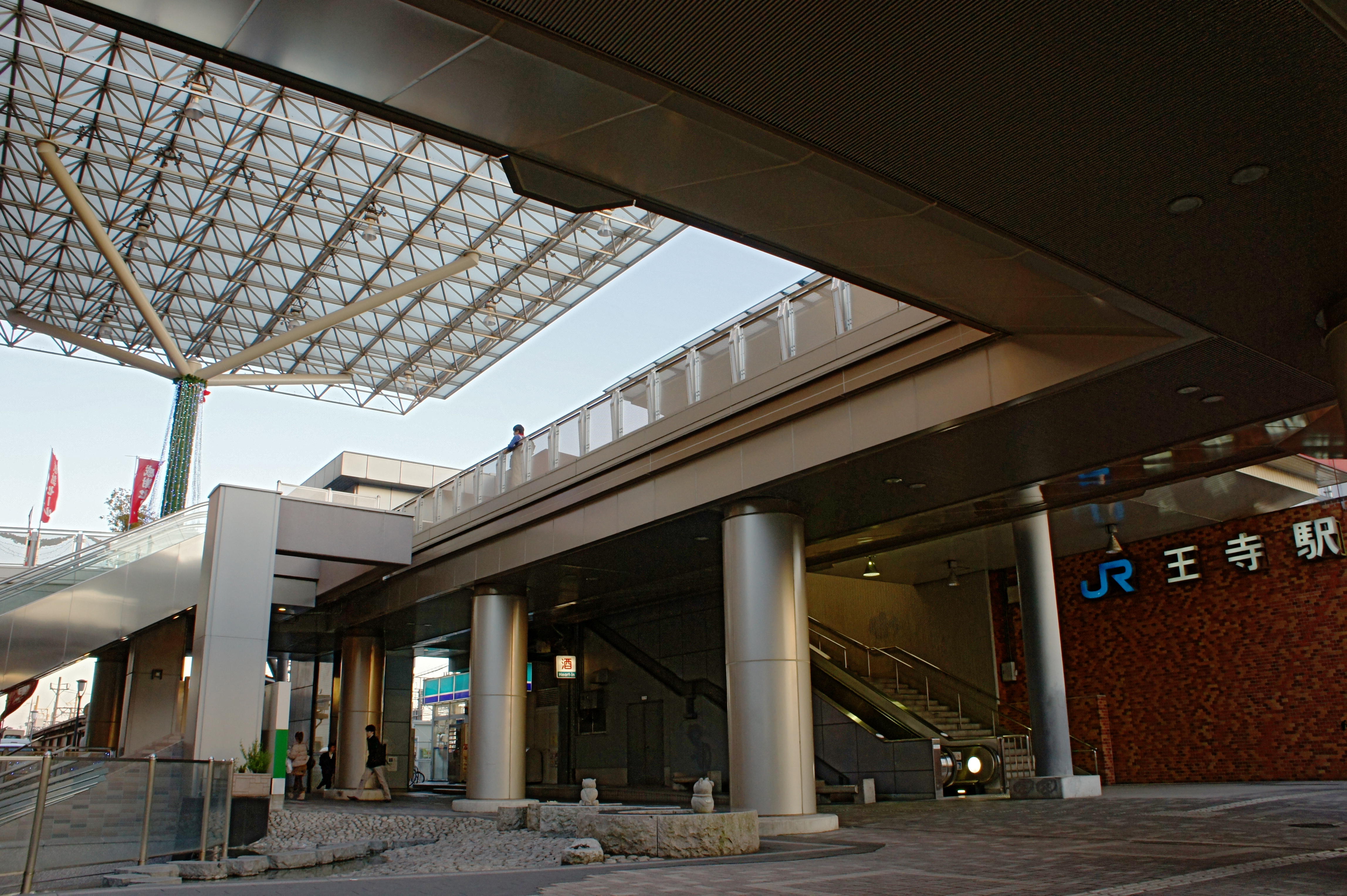
王寺駅

なお、関西本線は河内堅上駅 - 三郷駅間でも町域を通過しているが、駅はない。

### バス
一般路線バス
- 奈良交通：西大和営業所

コミュニティバスは運行していない。
高速バス
- やまと号（奈良交通・京成バス）
  - 五位堂駅・王寺駅⇔本厚木駅・横浜駅（YCAT）・京成上野駅・東京スカイツリー・東京ディズニーリゾート・海浜幕張駅
- プレミアムドリーム号（西日本JRバス・JRバス関東）
  - 王寺駅⇔東京駅・東京ディズニーランド
- 青春エコドリーム号（西日本JRバス・JRバス関東）
  - 王寺駅⇔新宿駅・東京駅

### 道路
一般国道
- 国道25号
- 国道168号

県道
- 主要地方道
  - 奈良県道14号桜井田原本王寺線
  - 奈良県道36号天理王寺線
- 一般県道
  - 奈良県道156号王寺停車場線
  - 奈良県道194号椿井王寺線
  - 奈良県道195号王寺三郷斑鳩線
  - 奈良県道201号山陵王寺線
  - 奈良県道202号畠田藤井線

## 経済・産業

### 日本郵政グループ
（※2014年6月現在）
- 日本郵便株式会社
  - 王寺郵便局（王寺）★　＝集配局。
  - 王寺駅前郵便局（久度、リーベル王寺西館1階）★
  - 畠田郵便局（畠田）

各郵便局にはゆうちょ銀行のATMが併設されており、★印の郵便局ではホリデーサービスを実施。

### 銀行・共同組織
- 三菱UFJ銀行 大和王寺支店（久度、リーベル王寺西館）
- 三井住友銀行 大和王寺支店・奈良南ローン推進室（王寺）
- 京都銀行 王寺支店（王寺）
- 南都銀行 王寺支店・王寺南支店・三郷支店共同店舗（王寺）
- 大和信用金庫 王寺支店（王寺）
- 奈良中央信用金庫 王寺支店（久度、リーベル王寺東館）、畠田支店（畠田）

王寺町内には三井住友銀行、三菱UFJ銀行のメガバンク2行が進出している。日本の郡部においては極めて珍しいことである。
また、上記の両銀行にはいずれも、住宅ローン相談窓口が設置されており、奈良県中南部の基幹支店である側面を垣間見ることが出来る。

### 証券会社
- 岡安証券奈良王寺支店（王寺）

### 農業協同組合
- 奈良県農業協同組合（JAならけん）
  - 西やまと支店（本町）

### 大型商業施設
- リーベル王寺（久度）
  - 西友王寺店
- コーナン王寺店（元町）

### その他事業所等
- ニチアス王寺工場（王寺）
- 芳仲繊維 (Liapom) 本社本店（王寺）

## 名所・旧跡・観光・祭事・催事

### 名所・旧跡
- 達磨寺
- 片岡城趾
- 孝霊天皇片岡馬坂陵
- 明神山
- 泉の広場

### 祭事
- 冬季イルミネーション（葛下川沿い）

### 町のキャッチフレーズ
和（やわらぎ）の鐘が鳴るまち王寺
和（やわらぎ）とは、聖徳太子が制定した十七条憲法の第一条、「以和為貴」（和を以て貴しと為す／わをもってとうとしとなす）の精神を表している。町内には「やわらぎ」と名の付く施設が散見される。また、西和地区7町合併構想（詳細は後項参照の事）が掲げられていた際、新市名の候補に「やわらぎ市」があった。国道25号と国道168号が交差する、本町1丁目交差点角にはそのシンボルである和の鐘が設置されている。

### 公式マスコットキャラクター
雪丸 - 2013年6月25日、王寺町の公式マスコットして認定。同年8月には王寺町観光・広報大使に任命される。聖徳太子の愛犬とされ、ドローンも作られた。

## 政治

### 議員
衆議院
- 定数1 高市早苗（奈良県第2区[注釈 1]）

参議院
- 定数1（奈良県選挙区） - 佐藤啓（自由民主党）・堀井巌（自由民主党）

奈良県議会
- 定数3（北葛城郡選挙区） - 若林かずみ（自由民主党）・乾浩之（自民党奈良）・清水勉（なら維新の会）

町議会
- 議員定数 : 12名[7]
  - 議長 : 中川義弘（無所属）
  - 副議長 : 坂下早苗（公明党）
- 会派
  - 無所属 : 8名
  - 日本共産党 : 2名
  -  : 1名
  - 公明党 : 1名

## 行政

### 町長
平井康之（2013年2月28日就任。現在4期目）

### 合併問題
生駒郡の斑鳩町、安堵町、三郷町、平群町と北葛城郡の上牧町、河合町との合併が審議され、新市名の候補は「西和市」「法隆寺市」「西奈良市」「やわらぎ市」「西大和市」の5つに決定。合併協議会での投票の結果、新市名は「西和市」（代表駅は王寺駅を予定していた）と決まったが、王寺町・斑鳩町・平群町で実施された住民投票の結果、財務状況が良好である王寺・斑鳩両町で反対票が多数となり、両町が合併協議会を離脱。協議会は解散され、合併は白紙に。県内第二の人口となる15万都市は幻と消えた。

## 出身人物
- 井本貴史（お笑い芸人）
- 川瀬名人（お笑い芸人）
- 南田裕介（ホリプロ関係者。生まれは大和郡山市）

### ゆかりのある人物
- 中村泰士（作曲家）
- 乾浩明（元ABCアナウンサー・フリーアナウンサー。同町に長年在住）